# Salto em grandes alturas no Campeonato Europeu de Esportes Aquáticos de 2022 - Feminino
A prova da salto em grandes alturas feminino do salto em grandes alturas no Campeonato Europeu de Esportes Aquáticos de 2022 ocorreu nos dias 18 e 19 de agosto no Foro Italico, em Roma na Itália.

## Medalhistas
| Ouro                   | Prata                      | Bronze              |
| Iris Schmidbauer (GER) | Antonina Vyshyvanova (UKR) | Elisa Cosetti (ITA) |

## Resultados
As três primeiras rodadas ocorreram no dia 18 de agosto com início às 18:00. A última rodada ocorreram no dia 19 de agosto com início às 18:00.
| Pos.              | Saltadora            | Nacionalidade | Rodada 1 | Rodada 2 | Rodada 3 | Rodada 4 | Total  |
| ----------------- | -------------------- | ------------- | -------- | -------- | -------- | -------- | ------ |
| Medalha de ouro   | Iris Schmidbauer     | Alemanha      | 62.40    | 90.30    | 66.30    | 90.30    | 309.30 |
| Medalha de prata  | Antonina Vyshyvanova | Ucrânia       | 52.00    | 74.80    | 74.25    | 94.35    | 295.40 |
| Medalha de bronze | Elisa Cosetti        | Itália        | 62.40    | 79.90    | 85.00    | 57.00    | 284.30 |
| 4                 | Anna Bader           | Alemanha      | 59.80    | 98.00    | 61.20    | 62.90    | 281.90 |
| 5                 | Ginni van Katwijk    | Países Baixos | 40.30    | 52.70    | 66.30    | 57.40    | 216.70 |
| 6                 | Annika Bornebusch    | Dinamarca     | 45.50    | 54.00    | 35.00    | 31.50    | 166.00 |
| 7                 | Celia Fernández      | Espanha       | 27.30    | 40.80    | 58.90    | 31.50    | 158.50 |
| 8                 | Veronica Papa        | Itália        | 32.50    | 31.05    | 52.20    | 36.45    | 150.40 |